# Ферфакс, Фердинандо, 2-й лорд Ферфакс из Камерона

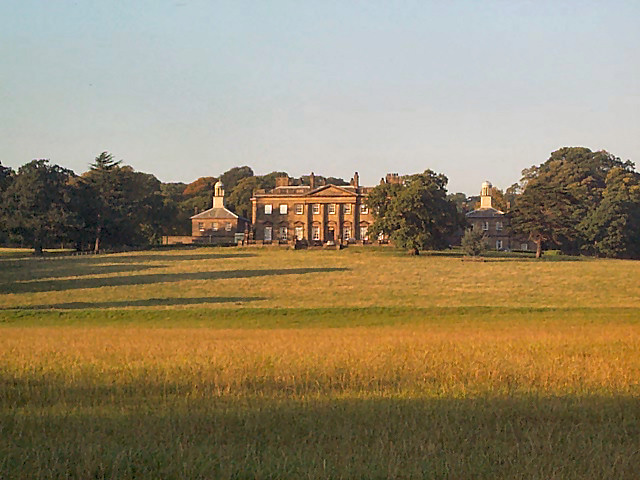
Дентон-Холл, настоящее время

Фердинандо Ферфакс, 2-й лорд Ферфакс из Камерона (англ. Ferdinando Fairfax, 2nd Lord Fairfax of Cameron; 29 марта 1584 — 14 марта 1648) — английский дворянин и политик, заседавший в Палате общин с 1614 по 1648 год. Он был командующим парламентской армией во время Гражданской войны в Англии.
Его не следует путать с его более известным сыном, Томасом Ферфаксом, который командовал армией Нового образца.

## Ранняя жизнь
Родился 29 марта 1584 года в Йоркшире. Старший сын Томаса Ферфакса, 1-го лорда Ферфакса из Камерона (1560—1640), и Эллен Аске (? — 1620). Король Англии Карл I в 1627 году пожаловал Томасу Ферфаксу, получившему военное образование в Нидерландах, титул лорда Ферфакса из Камерона. Четверо его младших братьев погибли на военной службе за границей.

## Политическая карьера
Он был членом английского парламента от Боробриджа во время шести парламентов, собиравшихся в 1614—1629 годах, а также во время Короткого парламента 1640 года. В мае 1640 года он сменил своего отца на посту 2-го лорда Ферфакса из Камерона, но, будучи шотландским пэром, заседал в английской палате общин в качестве одного из представителей Йоркшира во время Долгого парламента с 1640 года до своей смерти. Он принял сторону парламента, но придерживался умеренных взглядов и желал сохранить мир. Его главной резиденцией был Дентон-Холл в Уорфдейле, Йоркшир.

## Военная служба
Во время первой Епископской войны Фердинандо Ферфакс командовал полком в королевской армии; затем, с началом Гражданской войны в Англии в 1642 году, он стал командующим парламентскими силами в Йоркшире, а Уильям Кавендиш, герцог Ньюкасл, был его противником. Военные действия начались после отказа от договора о нейтралитете, заключенного Ферфаксом с роялистами. Сначала Ферфакс не добился успеха. Он был изгнан из Йорка, где он осаждал роялистов, в Селби; затем в 1643 году в Лидс; и после отбивания атаки в этом месте он был полностью разбит 30 июня 1643 года в битве при Адуолтон-Муре. Ферфакс бежал в Халл, который успешно защищал от герцога Ньюкасла со 2 сентября по 11 октября 1643 года, и с помощью блестящей вылазки добился снятия осады. Фердинандо Ферфакс одержал победу при Селби 11 апреля 1644 года и, присоединившись к шотландцам, осадил Йорк, после чего присутствовал в битве при Марстон-Муре (2 июля 1644 года), где командовал пехотой и был разбит. Впоследствии, в июле 1644 года, он был назначен губернатором Йорка и обвинен в дальнейшем сокращении подконтрольного ему округа. В декабре 1644 года он взял город Понтефракт, но не сумел овладеть замком.

## Поздняя жизнь
После принятия Декрета о самоотречении Фердинандо Ферфакс подал в отставку, но остался членом Правительственного комитета Йоркшира и 24 июля 1645 года был назначен управляющим поместьем Понтефракт. Он умер от несчастного случая, который вызвал гангрену в ноге 14 марта 1648 года и был похоронен в Болтон-Перси в Йоркшире.

## Браки и дети
Фердинандо Ферфакс был женат дважды. В 1607 году его первой женой стала леди Мэри Шеффилд (? — июнь 1619), дочь Эдмунда Шеффилда, 1-го графа Малгрейва, и Урсулы Тирвитт. От первого брака у него было шесть дочерей и два сына: Томас Ферфакс (1612—1671), сменивший его на посту лорда Ферфакса из Камерона, и Чарльз Ферфакс (1614—1644), полковник кавалерии, убитый в битве при Марстон-Муре.
В октябре 1646 года Фердинандо Ферфакс вторым браком женился на Роде Чапман (? — октябрь 1686), дочери Томаса Чапмана и вдове Томаса Хасси (? — 1641), сына сэра Эдварда Хасси, 1-го баронета. У супругов была одна дочь: Урсула Ферфакс (? — 1702), жена Уильяма Картрайта.